# Patinage artistique aux Jeux olympiques de 2022
Navigation
Pyeongchang 2018 Milan-Cortina 2026
Les épreuves de patinage artistique aux Jeux olympiques d'hiver de 2022 se déroulent du 4 au 19 février 2022 au palais omnisports de Pékin en Chine.
Les compétitions regroupent trente-deux pays et cent-quarante-huit athlètes (soixante-quatorze hommes et soixante-quatorze femmes).

## Qualifications
Les patineurs sont éligibles à l'épreuve s'ils représentent une nation membre du Comité international olympique et de l'Union internationale de patinage (International Skating Union en anglais). Les fédérations nationales sélectionnent leurs patineurs en fonction de leurs propres critères, mais l'Union internationale de patinage exige un score minimum d'éléments techniques (Technical Elements Score en anglais) lors d'une compétition internationale avant les Jeux olympiques.
Sur la base des résultats des championnats du monde 2021, l'Union internationale de patinage autorise chaque pays à présenter de une à trois inscriptions par discipline.
| Nombre d'inscriptions | Messieurs                         | Dames                          | Couples                        | Danse sur glace          |
| --- | --------------------------------- | ------------------------------ | ------------------------------ | ------------------------ |
| 3 | États-Unis Japon Russie           | États-Unis Japon Russie        | Chine Russie                   | Canada États-Unis Russie |
| 2 | Canada Corée du Sud France Italie | Autriche Belgique Corée du Sud | Canada États-Unis Italie Japon | Italie Royaume-Uni       |
| Les pays non listés dans ce tableau peuvent bénéficier d'une entrée si leurs patineurs remplissent des critères de sélection de l'Union internationale de patinage. |                                   |                                |                                |                          |

## Calendrier des compétitions
Le tableau ci-dessous récapitule le calendrier des cinq épreuves de patinage artistique.
- Épreuves avec médailles

Tous les horaires sont à l'heure de Pékin (UTC+7).
| Date       | Horaire | Épreuve                                              |
| ---------- | ------- | ---------------------------------------------------- |
| 4 février  | 9 h 30  | Épreuve par équipes : Programme court (Messieurs)    |
| 4 février  | 9 h 30  | Épreuve par équipes : Programme court (Dames)        |
| 4 février  | 9 h 30  | Épreuve par équipes : Danse courte (Danse sur glace) |
| 6 février  | 9 h 30  | Épreuve par équipes : Programme court (Couples)      |
| 6 février  | 9 h 30  | Épreuve par équipes : Programme libre (Messieurs)    |
| 7 février  | 10 h 30 | Épreuve par équipes : Programme libre (Couples)      |
| 7 février  | 10 h 30 | Épreuve par équipes : Danse libre (Danse sur glace)  |
| 7 février  | 10 h 30 | Épreuve par équipes : Programme libre (Dames)        |
| 8 février  | 9 h 15  | Messieurs: Programme court                           |
| 10 février | 9 h 30  | Messieurs: Programme libre                           |
| 12 février | 19 h    | Danse sur glace : Danse courte                       |
| 14 février | 9 h 15  | Danse sur glace : Danse libre                        |
| 15 février | 18 h    | Dames: Programme court                               |
| 17 février | 18 h    | Dames: Programme libre                               |
| 18 février | 18 h 30 | Couples : Programme court                            |
| 19 février | 19 h    | Couples : Programme libre                            |
| 20 février | 12 h    | Gala d'exhibition                                    |

## Participants
148 patineurs de 32 nations participent aux Jeux olympiques d'hiver de 2022 : 74 hommes et 74 femmes.
| Pays         | Participants Hommes | Participantes Femmes | Nombre d'hommes | Nombre de femmes | Nombre total |
| ------------ | --- | --- | --------------- | ---------------- | ------------ |
| Allemagne    | Tim Dieck Paul Fentz Nolan Seegert | Minerva Fabienne Hase Katharina Müller Nicole Schott | 3               | 3                | 6            |
| Arménie      | Simon Proulx-Sénécal | Tina Garabedian | 1               | 1                | 2            |
| Australie    | Brendan Kerry | Kailani Craine | 1               | 1                | 2            |
| Autriche     | Severin Kiefer | Olga Mikutina Miriam Ziegler | 1               | 2                | 3            |
| Azerbaïdjan  | Vladimir Litvintsev | Ekaterina Ryabova | 1               | 1                | 2            |
| Belgique     | | Loena Hendrickx | 0               | 1                | 1            |
| Biélorussie  | Konstantin Milyukov | Viktoriia Safonova | 1               | 1                | 2            |
| Bulgarie     | | Alexandra Feigin | 0               | 1                | 1            |
| Canada       | Zachary Lagha Michael Marinaro Keegan Messing Paul Poirier Eric Radford Roman Sadovsky Nikolaj Sørensen                                           | Laurence Fournier Beaudry Piper Gilles Vanessa James Marjorie Lajoie Kirsten Moore-Towers Madeline Schizas                                                         | 7               | 6                | 13           |
| Chine        | Han Cong Jin Boyang Jin Yang Liu Xinyu | Peng Cheng Sui Wenjing Wang Shiyue Zhu Yi | 4               | 4                | 8            |
| Corée du Sud | Cha Jun-hwan Lee Si-hyeong | Kim Ye-lim You Young | 2               | 2                | 4            |
| Espagne      | Adrià Díaz Marco Zandron | Laura Barquero Olivia Smart | 2               | 2                | 4            |
| Estonie      | Aleksandr Selevko | Eva-Lotta Kiibus | 1               | 1                | 2            |
| États-Unis   | Jean-Luc Baker Evan Bates Jason Brown Nathan Chen Zachary Donohue Brandon Frazier Timothy LeDuc Vincent Zhou                                      | Mariah Bell Ashley Cain-Gribble Karen Chen Madison Chock Kaitlin Hawayek Madison Hubbell Alysa Liu Alexa Scimeca Knierim                                           | 8               | 8                | 16           |
| Finlande     | Matthias Versluis | Jenni Saarinen Juulia Turkkila | 1               | 2                | 3            |
| France       | Kevin Aymoz Guillaume Cizeron Adam Siao Him Fa | Gabriella Papadakis | 3               | 1                | 4            |
| Géorgie      | Luka Berulava Moris Kvitelashvili Georgy Reviya                                                                                                   | Anastasia Gubanova Maria Kazakova Karina Safina | 3               | 3                | 6            |
| Hongrie      | Márk Magyar | Ioulia Chtchetinina | 1               | 1                | 2            |
| Israël       | Alexei Bychenko Evgeni Krasnopolski | Hailey Kops | 2               | 1                | 3            |
| Italie       | Filippo Ambrosini Marco Fabbri Daniel Grassl Matteo Guarise Matteo Rizzo                                                                          | Charlène Guignard Nicole Della Monica Rebecca Ghilardi Lara Naki Gutmann                                                                                           | 5               | 4                | 9            |
| Japon        | Yuzuru Hanyu Yuma Kagiyama Ryuichi Kihara Tim Koleto Shōma Uno                                                                                    | Wakaba Higuchi Mana Kawabe Misato Komatsubara Riku Miura Kaori Sakamoto                                                                                            | 5               | 5                | 10           |
| Lettonie     | Deniss Vasiļjevs | | 1               | 0                | 1            |
| Lituanie     | Deividas Kizala | Paulina Ramanauskaitė | 1               | 1                | 2            |
| Mexique      | Donovan Carrillo | | 1               | 0                | 1            |
| Pays-Bas     | | Lindsay van Zundert | 0               | 1                | 1            |
| Pologne      | Maksym Spodyriev | Natalia Kaliszek Ekaterina Kurakova | 1               | 2                | 3            |
| Royaume-Uni  | Lewis Gibson | Lilah Fear Natasha McKay | 1               | 2                | 3            |
| ROC          | Ivan Bukin Aleksandr Galliamov Nikita Katsalapov Mark Kondratiuk Dmitrii Kozlovskii Vladimir Morozov Andrei Mozalev Evgeni Semenenko Gleb Smolkin | Aleksandra Boikova Anna Chtcherbakova Diana Davis Anastasia Mishina Victoria Sinitsina Aleksandra Stepanova Ievguenia Tarassova Alexandra Troussova Kamila Valieva | 9               | 9                | 18           |
| Suède        | Nikolaj Majorov | Josefin Taljegård | 1               | 1                | 2            |
| Suisse       | Lukas Britschgi | Alexia Paganini | 1               | 1                | 2            |
| Tchéquie     | Martin Bidař Michal Březina Filip Taschler | Eliška Březinová Natálie Taschlerová Jelizaveta Žuková | 3               | 3                | 6            |
| Ukraine      | Artem Darenskyi Maksym Nikitin Ivan Chmouratko | Sofiia Holichenko Oleksandra Nazarova Anastasiia Shabotova | 3               | 3                | 6            |
| Total        | Total | Total | 74              | 74               | 148          |

## Podiums
| Épreuves                                | Or | Argent | Bronze |
| --------------------------------------- | --- | --- | --- |
| Messieurs résultats détaillés           | Nathan Chen (USA) | Yuma Kagiyama (JPN) | Shōma Uno (JPN) |
| Dames résultats détaillés               | Anna Chtcherbakova (ROC) | Alexandra Troussova (ROC) | Kaori Sakamoto (JPN) |
| Couples résultats détaillés             | Chine- Sui Wenjing - Han Cong | ROC- Ievguenia Tarassova - Vladimir Morozov                                                                                         | ROC- Anastasia Mishina - Aleksandr Galliamov                                                                              |
| Danse sur glace résultats détaillés     | France- Gabriella Papadakis - Guillaume Cizeron | ROC- Victoria Sinitsina - Nikita Katsalapov                                                                                         | États-Unis- Madison Hubbell - Zachary Donohue                                                                             |
| Épreuve par équipes résultats détaillés | États-Unis - Vincent Zhou - Alexa Scimeca Knierim - Brandon Frazier - Madison Chock - Evan Bates - Karen Chen - Nathan Chen - Madison Hubbell - Zachary Donohue | Japon - Yuma Kagiyama - Riku Miura - Ryuichi Kihara - Misato Komatsubara - Tim Koleto - Kaori Sakamoto - Shōma Uno - Wakaba Higuchi | ROC - Mark Kondratiuk - Kamila Valieva - Anastasia Mishina - Aleksandr Galliamov - Victoria Sinitsina - Nikita Katsalapov |

## Tableau des médailles
| Rang  | Pays       | Médaille d'or, Jeux olympiques | Médaille d'argent, Jeux olympiques | Médaille de bronze, Jeux olympiques | Total |
| 1     | États-Unis | 2                              | 0                                  | 1                                   | 3     |
| 2     | ROC        | 1                              | 3                                  | 2                                   | 6     |
| 3     | Chine      | 1                              | 0                                  | 0                                   | 1     |
| 3     | France     | 1                              | 0                                  | 0                                   | 1     |
| 5     | Japon      | 0                              | 2                                  | 2                                   | 4     |
| Total | Total      | 5                              | 5                                  | 5                                   | 15    |

## Détails des compétitions

### Messieurs
| Médaille d'or, Jeux olympiques              | Nathan Chen         | États-Unis   | 332,60  | 1       | 113,97  | 1       | 218,63  |
| Médaille d'argent, Jeux olympiques          | Yuma Kagiyama       | Japon        | 310,05  | 2       | 108,12  | 2       | 201,93  |
| Médaille de bronze, Jeux olympiques         | Shōma Uno           | Japon        | 293,00  | 3       | 105,90  | 5       | 187,10  |
| 4                                           | Yuzuru Hanyu        | Japon        | 283,21  | 8       | 95,15   | 3       | 188,06  |
| 5                                           | Cha Jun-hwan        | Corée du Sud | 282,38  | 4       | 99,51   | 7       | 182,87  |
| 6                                           | Jason Brown         | États-Unis   | 281,24  | 6       | 97,24   | 6       | 184,00  |
| 7                                           | Daniel Grassl       | Italie       | 278,07  | 12      | 90,64   | 4       | 187,43  |
| 8                                           | Evgeni Semenenko    | ROC          | 274,13  | 7       | 95,76   | 9       | 178,37  |
| 9                                           | Jin Boyang          | Chine        | 270,43  | 11      | 90,98   | 8       | 179,45  |
| 10                                          | Moris Kvitelashvili | Géorgie      | 268,62  | 5       | 97,98   | 11      | 170,64  |
| 11                                          | Keegan Messing      | Canada       | 265,61  | 9       | 93,24   | 10      | 172,37  |
| 12                                          | Kevin Aymoz         | France       | 254,80  | 10      | 93,00   | 15      | 161,80  |
| 13                                          | Deniss Vasiļjevs    | Lettonie     | 252,71  | 16      | 85,30   | 12      | 167,41  |
| 14                                          | Adam Siao Him Fa    | France       | 250,15  | 14      | 86,74   | 13      | 163,41  |
| 15                                          | Mark Kondratiuk     | ROC          | 248,82  | 15      | 86,11   | 14      | 162,71  |
| 16                                          | Matteo Rizzo        | Italie       | 247,53  | 13      | 88,63   | 17      | 158,90  |
| 17                                          | Brendan Kerry       | Australie    | 244,80  | 17      | 84,79   | 16      | 160,01  |
| 18                                          | Vladimir Litvintsev | Azerbaïdjan  | 239,19  | 18      | 84,15   | 19      | 155,04  |
| 19                                          | Andrei Mozalev      | ROC          | 233,33  | 23      | 77,05   | 18      | 156,28  |
| 20                                          | Konstantin Milyukov | Biélorussie  | 222,22  | 21      | 78,49   | 20      | 143,73  |
| 21                                          | Nikolaj Majorov     | Suède        | 220,78  | 20      | 78,54   | 21      | 142,24  |
| 22                                          | Donovan Carrillo    | Mexique      | 218,13  | 19      | 79,69   | 22      | 138,44  |
| 23                                          | Lukas Britschgi     | Suisse       | 212,58  | 24      | 76,16   | 23      | 136,42  |
| 24                                          | Ivan Chmouratko     | Ukraine      | 205,76  | 22      | 78,11   | 24      | 127,65  |
| Patineurs éliminés après le programme court |                     |              |         |         |         |         |         |
| 25                                          | Michal Březina      | Tchéquie     |         | 25      | 75,19   | NC      | NC      |
| 26                                          | Alexei Bychenko     | Israël       |         | 26      | 68,01   | NC      | NC      |
| 27                                          | Lee Si-hyeong       | Corée du Sud |         | 27      | 65,69   | NC      | NC      |
| 28                                          | Aleksandr Selevko   | Estonie      |         | 28      | 65,29   | NC      | NC      |
| 29                                          | Roman Sadovsky      | Canada       |         | 29      | 62,77   | NC      | NC      |
| -                                           | Vincent Zhou        | États-Unis   | Forfait | Forfait | Forfait | Forfait | Forfait |

### Dames
Selon la décision du tribunal arbitral du sport du 29 janvier 2024, sur la disqualification de la patineuse russe Kamila Valieva pour quatre ans, à partir du 25 décembre 2021, ses scores à ces Jeux olympiques sont annulés. Cela permet à toutes les patineuses classées à partir de la 5e place de grimper d'une place.
| Médaille d'or, Jeux olympiques                | Anna Chtcherbakova   | ROC             | 255,95 | 1  | 80,20 | 2  | 175,75 |
| Médaille d'argent, Jeux olympiques            | Alexandra Troussova  | ROC             | 251,73 | 3  | 74,60 | 1  | 177,13 |
| Médaille de bronze, Jeux olympiques           | Kaori Sakamoto       | Japon           | 233,13 | 2  | 79,84 | 3  | 153,29 |
| 4                                             | Wakaba Higuchi       | Japon           | 214,44 | 4  | 73,51 | 5  | 140,93 |
| 5                                             | You Young            | Corée du Sud    | 213,09 | 5  | 70,34 | 4  | 142,75 |
| 6                                             | Alysa Liu            | États-Unis      | 208,95 | 7  | 69,50 | 6  | 139,45 |
| 7                                             | Loena Hendrickx      | Belgique        | 206,79 | 6  | 70,09 | 8  | 136,70 |
| 8                                             | Kim Ye-lim           | Corée du Sud    | 202,63 | 8  | 67,78 | 10 | 134,85 |
| 9                                             | Mariah Bell          | États-Unis      | 202,30 | 10 | 65,38 | 7  | 136,92 |
| 10                                            | Anastasia Gubanova   | Géorgie         | 200,98 | 9  | 65,40 | 9  | 135,58 |
| 11                                            | Ekaterina Kurakova   | Pologne         | 185,84 | 23 | 59,08 | 11 | 126,76 |
| 12                                            | Viktoriia Safonova   | Biélorussie     | 184,83 | 16 | 61,46 | 12 | 123,37 |
| 13                                            | Olga Mikutina        | Autriche        | 182,20 | 17 | 61,14 | 13 | 121,06 |
| 14                                            | Ekaterina Ryabova    | Azerbaïdjan     | 179,97 | 15 | 61,82 | 14 | 118,15 |
| 15                                            | Karen Chen           | États-Unis      | 179,93 | 12 | 64,11 | 16 | 115,82 |
| 16                                            | Nicole Schott        | Allemagne       | 177,65 | 13 | 63,13 | 18 | 114,52 |
| 17                                            | Lindsay van Zundert  | Pays-Bas        | 175,81 | 21 | 59,24 | 15 | 116,57 |
| 18                                            | Madeline Schizas     | Canada          | 175,56 | 19 | 60,53 | 17 | 115,03 |
| 19                                            | Eliška Březinová     | Tchéquie        | 175,41 | 11 | 64,31 | 20 | 111,10 |
| 20                                            | Eva-Lotta Kiibus     | Estonie         | 171,75 | 20 | 59,55 | 19 | 112,20 |
| 21                                            | Alexia Paganini      | Suisse          | 168,91 | 18 | 61,06 | 21 | 107,85 |
| 22                                            | Mana Kawabe          | Japon           | 166,73 | 14 | 62,69 | 22 | 104,04 |
| 23                                            | Alexandra Feigin     | Bulgarie        | 159,31 | 22 | 59,16 | 23 | 100,15 |
| 24                                            | Jenni Saarinen       | Finlande        | 153,04 | 24 | 56,97 | 24 | 96,07  |
| Patineuses éliminées après le programme court |                      |                 |        |    |       |    |        |
| 25                                            | Josefin Taljegård    | Suède           |        | 25 | 54,51 | NC | NC     |
| 26                                            | Zhu Yi               | Chine           |        | 26 | 53,44 | NC | NC     |
| 27                                            | Natasha McKay        | Grande-Bretagne |        | 27 | 52,54 | NC | NC     |
| 28                                            | Kailani Craine       | Australie       |        | 28 | 49,93 | NC | NC     |
| 29                                            | Anastasiia Shabotova | Ukraine         |        | 29 | 48,68 | NC | NC     |
| Disqualifiée                                  | Kamila Valieva       | ROC             | 224,09 |    | 82,16 |    | 141,93 |

### Couples
| Rang                                      | Noms                                    | Pays       | Points  | Programme court | Programme court | Programme libre | Programme libre |
| ----------------------------------------- | --------------------------------------- | ---------- | ------- | --------------- | --------------- | --------------- | --------------- |
| Médaille d'or, Jeux olympiques            | Sui Wenjing / Han Cong                  | Chine      | 239,88  | 1               | 84.41           | 1               | 155,47          |
| Médaille d'argent, Jeux olympiques        | Ievguenia Tarassova / Vladimir Morozov  | ROC        | 239,25  | 2               | 84,25           | 2               | 155,00          |
| Médaille de bronze, Jeux olympiques       | Anastasia Mishina / Aleksandr Galliamov | ROC        | 237,71  | 3               | 82,76           | 3               | 154,95          |
| 4                                         | Aleksandra Boikova / Dmitrii Kozlovskii | ROC        | 220,50  | 4               | 78,59           | 4               | 141,91          |
| 5                                         | Peng Cheng / Jin Yang                   | Chine      | 214,84  | 5               | 76,10           | 6               | 138,74          |
| 6                                         | Alexa Scimeca Knierim / Brandon Frazier | États-Unis | 212,68  | 6               | 74,23           | 7               | 138,45          |
| 7                                         | Riku Miura / Ryuichi Kihara             | Japon      | 211,89  | 8               | 70,85           | 5               | 141,04          |
| 8                                         | Ashley Cain-Gribble / Timothy LeDuc     | États-Unis | 198,05  | 7               | 74,13           | 9               | 123,92          |
| 9                                         | Karina Safina / Luka Berulava           | Géorgie    | 192,44  | 9               | 66,11           | 8               | 126,33          |
| 10                                        | Kirsten Moore-Towers / Michael Marinaro | Canada     | 181,37  | 13              | 62,51           | 10              | 118,86          |
| 11                                        | Laura Barquero / Marco Zandron          | Espagne    | 181,36  | 11              | 63,34           | 11              | 118,02          |
| 12                                        | Vanessa James / Eric Radford            | Canada     | 180,99  | 12              | 63,03           | 12              | 117,96          |
| 13                                        | Nicole Della Monica / Matteo Guarise    | Italie     | 179,87  | 10              | 63,58           | 13              | 116,29          |
| 14                                        | Rebecca Ghilardi / Filippo Ambrosini    | Italie     | 165,43  | 16              | 55,83           | 14              | 109,60          |
| 15                                        | Hailey Kops / Evgeni Krasnopolski       | Israël     | 153,82  | 15              | 55,99           | 15              | 97,83           |
| 16                                        | Minerva Fabienne Hase / Nolan Seegert   | Allemagne  | 149,69  | 14              | 62,37           | 16              | 87,32           |
| Couples éliminés après le programme court |                                         |            |         |                 |                 |                 |                 |
| 17                                        | Jelizaveta Žuková / Martin Bidař        | Tchéquie   |         | 17              | 54,64           | NC              | NC              |
| 18                                        | Miriam Ziegler / Severin Kiefer         | Autriche   |         | 18              | 51,96           | NC              | NC              |
| -                                         | Ioulia Chtchetinina / Márk Magyar       | Hongrie    | Forfait | Forfait         | Forfait         | Forfait         | Forfait         |

### Danse sur glace
| Rang                                               | Noms                                         | Pays            | Points | Danse rythmique | Danse rythmique | Danse libre | Danse libre |
| -------------------------------------------------- | -------------------------------------------- | --------------- | ------ | --------------- | --------------- | ----------- | ----------- |
| Médaille d'or, Jeux olympiques                     | Gabriella Papadakis / Guillaume Cizeron      | France          | 226,98 | 1               | 90,83           | 1           | 136,15      |
| Médaille d'argent, Jeux olympiques                 | Victoria Sinitsina / Nikita Katsalapov       | ROC             | 220,51 | 2               | 88,85           | 2           | 131,66      |
| Médaille de bronze, Jeux olympiques                | Madison Hubbell / Zachary Donohue            | États-Unis      | 218,02 | 3               | 87,13           | 3           | 130,89      |
| 4                                                  | Madison Chock / Evan Bates                   | États-Unis      | 214,77 | 4               | 84,14           | 4           | 130,63      |
| 5                                                  | Charlène Guignard / Marco Fabbri             | Italie          | 207,05 | 7               | 82,68           | 5           | 124,37      |
| 6                                                  | Aleksandra Stepanova / Ivan Bukin            | ROC             | 205,07 | 5               | 84,09           | 8           | 120,98      |
| 7                                                  | Piper Gilles / Paul Poirier                  | Canada          | 204,78 | 6               | 83,52           | 7           | 121,26      |
| 8                                                  | Olivia Smart / Adrià Díaz                    | Espagne         | 199,11 | 9               | 77,70           | 6           | 121,41      |
| 9                                                  | Laurence Fournier Beaudry / Nikolaj Sørensen | Canada          | 192,35 | 8               | 78,54           | 11          | 113,81      |
| 10                                                 | Lilah Fear / Lewis Gibson                    | Grande-Bretagne | 191.64 | 10              | 76,45           | 9           | 115,19      |
| 11                                                 | Kaitlin Hawayek / Jean-Luc Baker             | États-Unis      | 189,74 | 11              | 74,58           | 10          | 115,16      |
| 12                                                 | Wang Shiyue / Liu Xinyu                      | Chine           | 184,42 | 12              | 73,41           | 12          | 111,01      |
| 13                                                 | Marjorie Lajoie / Zachary Lagha              | Canada          | 181,02 | 13              | 72,59           | 13          | 108,43      |
| 14                                                 | Diana Davis / Gleb Smolkin                   | ROC             | 179,82 | 14              | 71,66           | 14          | 108,16      |
| 15                                                 | Juulia Turkkila / Matthias Versluis          | Finlande        | 173,88 | 16              | 68,23           | 15          | 105,65      |
| 16                                                 | Natálie Taschlerová / Filip Taschler         | Tchéquie        | 168,32 | 17              | 67,22           | 17          | 101,10      |
| 17                                                 | Natalia Kaliszek / Maksym Spodyriev          | Pologne         | 167,31 | 15              | 70,32           | 20          | 96,99       |
| 18                                                 | Tina Garabedian / Simon Proulx-Sénécal       | Arménie         | 167,03 | 19              | 65,87           | 16          | 101,16      |
| 19                                                 | Maria Kazakova / Georgy Reviya               | Géorgie         | 164,33 | 18              | 67,08           | 19          | 97,25       |
| 20                                                 | Oleksandra Nazarova / Maksym Nikitin         | Ukraine         | 162,87 | 20              | 65,53           | 18          | 97,34       |
| Couples de danse éliminés après le programme court |                                              |                 |        |                 |                 |             |             |
| 21                                                 | Katharina Müller / Tim Dieck                 | Allemagne       |        | 21              | 65,47           | NC          | NC          |
| 22                                                 | Misato Komatsubara / Tim Koleto              | Japon           |        | 22              | 65,41           | NC          | NC          |
| 23                                                 | Paulina Ramanauskaitė / Deividas Kizala      | Lituanie        |        | 23              | 58,35           | NC          | NC          |

### Épreuve par équipes
| Rang                                | Nation     | Programme court | Programme court | Programme court | Programme court | Programme libre | Programme libre | Programme libre | Programme libre | Points |
| Rang                                | Nation     | Messieurs       | Couples         | Danse           | Dames           | Couples         | Messieurs       | Dames           | Danse           | Points |
| ----------------------------------- | ---------- | --------------- | --------------- | --------------- | --------------- | --------------- | --------------- | --------------- | --------------- | ------ |
| Médaille d'or, Jeux olympiques      | États-Unis | 10              | 8               | 10              | 6               | 6               | 8               | 7               | 10              | 65     |
| Médaille d'argent, Jeux olympiques  | Japon      | 9               | 7               | 4               | 9               | 9               | 10              | 9               | 6               | 63     |
| Médaille de bronze, Jeux olympiques | ROC        | 8               | 9               | 9               | Disqualifiée    | 10              | 9               | Disqualifiée    | 9               | 54     |
| 4                                   | Canada     | 3               | 6               | 7               | 8               | 7               | 6               | 8               | 8               | 53     |
| 5                                   | Chine      | 5               | 10              | 6               | 1               | 8               | 7               | 6               | 7               | 50     |
| 6                                   | Géorgie    | 7               | 5               | 3               | 7               | Non qualifiés   | Non qualifiés   | Non qualifiés   | Non qualifiés   | 22     |
| 7                                   | Italie     | 6               | 4               | 8               | 2               | Non qualifiés   | Non qualifiés   | Non qualifiés   | Non qualifiés   | 20     |
| 8                                   | Tchéquie   | 4               | 3               | 5               | 3               | Non qualifiés   | Non qualifiés   | Non qualifiés   | Non qualifiés   | 15     |
| 9                                   | Allemagne  | 2               | -               | 1               | 5               | Non qualifiés   | Non qualifiés   | Non qualifiés   | Non qualifiés   | 8      |
| 10                                  | Ukraine    | -               | 2               | 2               | 4               | Non qualifiés   | Non qualifiés   | Non qualifiés   | Non qualifiés   | 8      |